# Esmaël Gonçalves
Esmaël Ruti Tavares Cruz da Silva Gonçalves, född 25 juni 1991 i Bissau, också känd som Isma, är en portugisisk-bissauguineansk fotbollsspelare.
Esmaël Gonçalves har spelat en landskamp för det Bissauguineanska landslaget.